# Barbara Shelley
Barbara Shelley, geborene Kowin (* 13. Februar 1932 in London; † 4. Januar 2021), war eine britische Schauspielerin.

## Leben
Shelley begann als Fotomodell und kam zu Beginn der 1950er Jahre zu ihren ersten kleinen Filmrollen, zunächst in Italien. 1956 kehrte sie nach England zurück. Mit dem Low-Budget-Film Die Nächte der Würgerin wurde sie 1957 bekannt. In den folgenden Jahren etablierte sie sich als ein Star des britischen Gruselkinos.
In dem Klassiker Das Dorf der Verdammten spielte sie die Mutter eines mit übernatürlichen Kräften ausgestatteten Jungen. In den 1960er Jahren wurde sie mehrfach in den auf Horror-Szenarios spezialisierten Hammer-Filmen eingesetzt. Danach war Shelley noch häufig in Fernsehproduktionen vertreten. Ihr Schaffen umfasst mehr als 100 Produktionen, zuletzt trat sie 1992 in einem Kurzfilm in Erscheinung.

## Filmografie (Auswahl)
- 1956: Neros tolle Nächte (Mio figlio Nerone)
- 1957: Die Nächte der Würgerin (The Cat Girl)
- 1957: Die große Sünde (Suprema confessione)
- 1958: Der Dämon mit den blutigen Händen (Blood of the Vampire)
- 1958: Die gelbe Hölle (The Camp on Blood Island)
- 1960: David und König Saul (A Soty of David)
- 1960: Das Dorf der Verdammten (Village of the Damned)
- 1960: Geheimauftrag für John Drake (Danger Man, Fernsehserie, 2 Folgen)
- 1961: Schatten einer Katze (The Shadow of the Cat)
- 1962: Armleuchter in Uniform (Postman's Knock)
- 1962: Der Tod kam schneller als das Geld (Death Trap)
- 1963: Der Tod spielt Zufall (Blind Corner)
- 1964: Die brennenden Augen von Schloss Bartimore (The Gorgon)
- 1964: Das Geheimnis der Blutinsel (The Secret of Blood Island)
- 1965: Blut für Dracula (Dracula: Prince of Darkness)
- 1966: Rasputin – Der wahnsinnige Mönch (Rasputin: The Mad Monk)
- 1967: Das grüne Blut der Dämonen (Quatermass and the Pit)
- 1967: Der Mann mit dem Koffer (Man in a Suitcase, Fernsehserie, 1 Folge)
- 1969: Geheimagent John Smith: Zur Spionage erpreßt (The Spy Killer)
- 1969: Paul Temple (Fernsehserie, 1 Folge)
- 1979: Der Prinzregent (Prince Regent; Fernseh-Miniserie, 4 Folgen)